# أوبن أوفيس.أورج رايتر
أوبن أوفيس. أورج رايتر (بالإنجليزية: OpenOffice.org Writer)‏ هو البرنامج المختص بمعالجة الكلمات في حزمة برمجيات أوبن أوفيس.أورج.
رايتر مماثل لبرنامج مايكروسوفت وورد ، حيث أنهما يمتلكان ذات الخصائص تقريباً، ويستطيع رايتر أن يفتح ويحفظ المستندات بصيغة ملفات مايكروسوفت وورد.
بإمكان رايتر كذلك أن يكتب الجداول مباشرة في صيغة ملفات PDF.
رايتر بإمكانه العمل على العديد من المنصات المختلفة مثل باقي برمجيات حزمة أوبن أوفيس، بما في ذلك ماك أو إس عشرة ومايكروسوفت ويندوز ولينكس وفري بي إس دي وسولاريس. رايتر برنامج مجاني متاح تحت رخصة جنو العمومية الصغرى (LGPL).